# Tour de France
O Tour de France (pronúncia em francês: [tuʁ də fʁɑ̃s]) (em português Volta à França em bicicleta (título em Portugal) ou Volta da França em ciclismo (título no Brasil)) ou simplesmente Tour, é uma competição anual de ciclismo de estrada realizada na França, disputada em etapas. A corrida foi organizada pela primeira vez em 1903 para aumentar as vendas do jornal L' Auto;  é atualmente gerido pela Amaury Sport Organisation. Desde a sua primeira edição, em 1903, a corrida tem sido realizada anualmente, exceto durante as duas Guerras Mundiais. À medida em que ganhava destaque e popularidade, a corrida foi-se alongando e a competição passou a contar com ciclistas de todo o mundo. O tour é um evento de UCI WorldTour, o que significa que as equipas que competem na corrida são UCI WorldTeams, com exceção das equipas UCI ProTeams que são convidadas pelos organizadores ou adquiriram o direito de participar devido a bons resultados.
O Tour de France, o Giro d'Italia (Giro) e a Vuelta a España (Vuelta) fazem parte das prestigiadas provas de três semanas de duração Grand Tour do ciclismo, sendo que o Tour é a mais antiga e também, geralmente, a considerada mais prestigiada das três.
Tradicionalmente, a competição é realizada no mês de julho. Enquanto que a rota muda de edição para edição, o formato permanece o mesmo, com provas de contrarrelógio, a passagem através das cadeias de montanhas dos Pirenéus e dos Alpes e a finalização na Avenida de Champs-Élysées, em Paris. As edições atuais do Tour de France consistem em 21 etapas diárias (fases), ao longo de 23 dias, cobrindo cerca de 3 200 km (1 990 mi). As corridas se alternam percorrendo a França em circuitos no sentido horário e anti-horário. O número de equipes geralmente varia entre 20 e 22, com nove ciclistas em cada uma. O percurso é constituído de estradas irregulares e montanhosas na França, com pequenas passagens através de países vizinhos.
Todas as etapas são cronometradas, e após o término de cada etapa o tempo de cada ciclista é somado aos tempos das etapas anteriores. O ciclista com o menor tempo total é o vencedor da corrida e ganha o cobiçado maillot jaune. Embora a classificação geral atraia mais atenção, há outras classificações na Volta à França: a classificação por pontos para os sprinters, a classificação de montanha para os escaladores, a classificação de ciclista jovem (idade inferior a 26 anos) e a classificação por equipas do Tour.

## História

### Origens
O Tour de France foi criado em 1903, remontando ao célebre Caso Dreyfus, que dividiu a França no final do século XIX. Alfred Dreyfus era um capitão do exército francês de origem judaica, que tinha sido condenado (embora mais tarde absolvido) por vender segredos militares aos alemães. As disputas de opiniões exacerbaram-se, chegando a haver manifestações de ambos os lados. Uma delas foi a que o historiador Eugen Weber chamou "um absurdo baile político", em 1899, no hipódromo de Auteuil, em Paris. Entre os envolvidos estava Conde Jules-Albert de Dion, proprietário da fábrica de automóveis De Dion-Bouton, que acreditava que Dreyfus era culpado. De Dion passou 15 dias na prisão e foi multado em 100 francos por seu papel em uma briga em Auteuil, que incluiu golpear a cabeça do presidente da França, Émile Loubet, com uma bengala.
Weber relata que o incidente em Auteuil havia sido "... feito sob medida para a imprensa esportiva". O primeiro e maior jornal diário esportivo na França, Le Vélo, vendeu 80 mil exemplares no dia. Pierre Giffard, seu editor, achava que Dreyfus era inocente. Ele relatou a prisão de uma forma que desagradou a Dion, que ficou com tanta raiva que se juntou a outros que eram contra Dreyfus, como Adolphe Clément e Édouard Michelin, e abriu um jornal desportivo rival, L'Auto.
O novo jornal nomeou Henri Desgrange como o editor. Ele era um ciclista de destaque e proprietário, do velódromo do Parc des Princes, junto com Victor Goddet . De Dion conhecia-o através de sua reputação ciclística, através de livros e artigos sobre ciclismo que ele havia escrito, e através de artigos de imprensa que tinha escrito para a empresa de pneus Clément.
O jornal L'Auto não teve o sucesso que os fundadores queriam. A estagnação das vendas, sempre em menor quantidade do que se pretendia para superar o seu rival, levou a uma reunião para discutir a crise em 20 de novembro de 1902 no escritório do L'Auto na Rue du Faubourg Montmartre, em Paris. O último a falar foi o mais jovem - o jornalista chefe de ciclismo, Géo Lefèvre (1877-1961), de 26 anos de idade . Desgrange o havia recrutado a partir do jornal de Giffard.  Lefèvre sugeriu uma corrida de seis dias, do tipo popular na estrada, mas abrangendo toda a França. Corridas de ciclismo de longa distância eram um meio popular para vender mais jornais, mas nada na distância que Lefèvre sugeria havia sido tentado. Se tivesse sucesso, ele iria ajudar o L'Auto a responder ao seu rival e talvez o colocaria fora do negócio , como disse Desgrange, "prega o bico de Giffard fechado".
Desgrange e Lefèvre discutiram sobre isso depois do almoço. Desgrange estava em dúvida, mas o diretor financeiro do jornal, Victor Goddet, estava entusiasmado. Ele entregou as chaves do cofre da empresa a Desgrange e disse: "Pegue o que você precisa."  L'Auto anunciou a corrida em 19 de janeiro 1903.

### Primeira edição do Tour de France

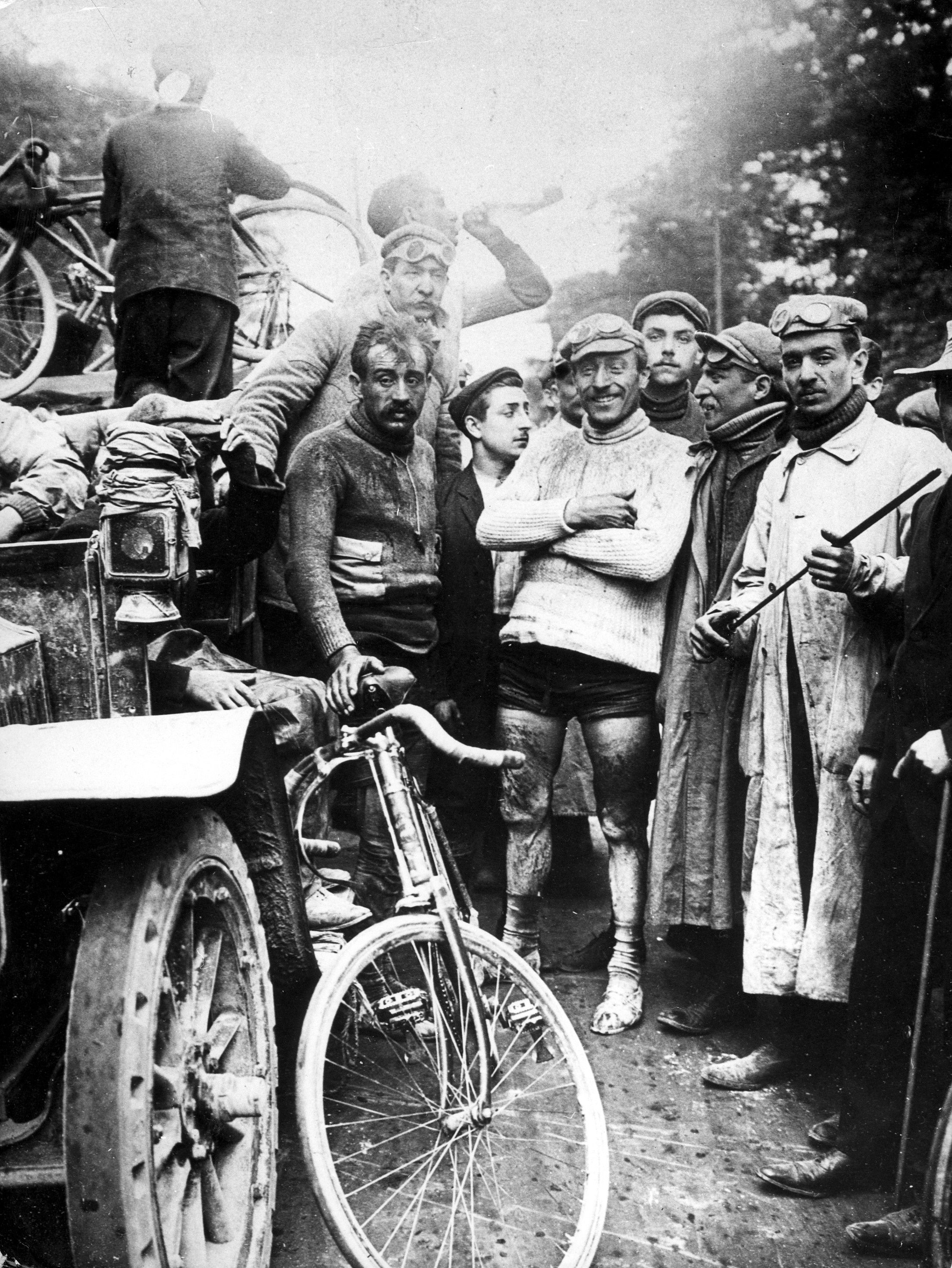
Maurice Garin, vencedor do primeiro Tour de France em pé no lado direito. (1903)

Na primeira Volta à França, em 1903, o plano era fazer uma corrida com cinco etapas, de 31 de maio a 5 de julho, partindo de Paris e parando em Lyon, Marselha, Bordéus e Nantes, antes de retornar a Paris. Toulouse foi adicionada mais tarde, para dividir o longo percurso através do Sul da França, entre o Mediterrâneo e o Atlântico. As etapas durariam a noite inteira e terminariam na tarde seguinte, com dias de descanso antes de os ciclistas partirem novamente. Isso parecia ser muito difícil, além de envolver custos altos demais para a maioria. Apenas foram inscritos 15 ciclistas na competição. Diante disso, Desgrange, que nunca estivera totalmente convencido da ideia, quase a abandonou totalmente. Mas, em vez disso, diminuiu a duração da prova para 19 dias, mudou as datas de 1 a 19 de julho e ofereceu um subsídio diário para aqueles que fizessem em média pelo menos 20 km/h em todas as etapas, o equivalente ao que um ciclista poderia esperar ganhar num dia de trabalhado numa fábrica. Ele também baixou a taxa de entrada de 20 para 10 francos, definiu o valor do primeiro prémio em 12 000 francos, e o prémio para o vencedor de cada etapa em 3.000 francos. O vencedor assim poderia ganhar seis vezes mais do que a maioria dos trabalhadores ganharia num ano Isso atraiu entre 60 a 80 participantes– o maior número pode ter incluído participantes sérios e outros que desistiram– entre estes não apenas profissionais, mas amadores, alguns desempregados e outros simplesmente aventureiros.Cerca de sessenta ciclistas participaram no primeiro Tour de France e apenas 21 deles conseguiram chegar final. A prova teve início às 15:16 do dia 1 de julho de 1903 em frente ao café Reveil Matin em Montgeron, na periferia parisiense e era composta por 6 etapas ligando Paris, Lyon, Marselha, Toulouse, Bordéus e Nantes. Maurice Garin foi o vencedor deste primeiro Tour de France, que o terminou a 19 de julho do mesmo ano.
No começo, a Volta à França era uma corrida de resistência quase contínua. Os corredores dormiam na beira da estrada e não eram autorizados a receber assistência alguma, mas vários participantes da segunda edição foram excluídos por terem apanhado um trem em parte do percurso. Hoje em dia, o Tour é uma corrida em etapas, isto é, é dividido em etapas diárias. Há veículos de serviço (motocicletas e carros) que fornecem informações, alimento, água, assistência mecânica e assistência médica. Alguns veículos são "neutros" a todos os corredores pois pertencem à organização, outros são próprios a cada equipa.
Desgrange parece não ter esquecido o Caso Dreyfus que lançou a sua corrida e levantou as paixões dos seus apoiadores. Ele anunciou a sua nova corrida a 1 de julho de 1903, citando o escritor Émile Zola, cuja carta abria cada parágrafo com "J'accuse... " levou à absolvição de Dreyfus, que estabelece o estilo flórido que ele usou doravante.
O primeiro Tour de France começou fora do Café Reveil-Matin, na junção das estradas Melun e Corbeil, na aldeia deMontgeron. Foi iniciado pelo juiz Georges Abran, às 15:16 em 1 de julho 1903. Naquela manhã o L' Auto não tinha apresentado a corrida na sua primeira página.
Entre os concorrentes estava o eventual vencedor, Maurice Garin, e seu rival bem construído Hippolyte Aucouturier, o favorito alemão Josef Fischer, e uma colecção de aventureiros, incluindo um competindo como "Sansão".
A corrida terminou em Ville d'Avray na periferia de Paris, junto do Restaurante du Père Auto, antes de um passeio cerimonial em Paris e várias voltas no Parc des Princes. Garin dominou a corrida, vencendo as duas primeiras e últimas duas etapas, em 25,68 km/h. O último ciclista, Arsène Millocheau, acabou 64h 47m 22s atrás dele.
A maior parte das etapas são disputadas na França, mas é muito comum algumas etapas serem disputadas em países adjacentes à França, como Itália, Espanha, Suíça, Bélgica, Luxemburgo e Alemanha, e até mesmo em países não adjacentes, como República da Irlanda, Inglaterra e Países Baixos. As três semanas geralmente incluem dois dias de repouso, que são algumas vezes aproveitados para transportar os ciclistas quando o final de uma etapa é muito distante do início da etapa seguinte.
Nos últimos anos, a primeira etapa tem sido precedida de uma curta etapa de contrarrelógio individual (1 a 15 km), chamada prólogo ("Le Prologue"). O final tradicional é em Paris, nos Champs-Élysées. Entre essas duas etapas, são disputadas várias outras, incluindo etapas de montanha, contrarrelógio individual e por equipe. As etapas restantes são disputadas em terrenos relativamente planos. Com a variedade de etapas, os sprinters podem ganhar algumas etapas, mas o vencedor geral final é quase sempre um especialista em etapas de montanhas e contrarrelógio.

## Classificações
Alguns ciclistas de cada equipe procuram ganhar a classificação geral mas existem três outras competições que procuram ciclistas de todas as especialidades: pontos, montanhas, e a classificação para jovens ciclistas que aspiram a classificação geral. A mais antiga das quatro classificações é a classificação geral. Se um ciclista lidera em mais de uma classificação, ele veste a camisa de ciclismo da classificação de maior prestígio. A outra camisa é usada pelo ciclista que está em segundo lugar na competição.

## Equipas nacionais
Os primeiros Tours foram para indivíduos e membros de equipes patrocinadas. Havia duas classes de corrida, um para os ases, a outra para o resto, com regras diferentes . Até o final da década de 1920, no entanto, Desgrange acreditava que poderia não vencer o que ele acreditava serem as tácticas desleais de fábricas de bicicletas. Quando a equipe Alcyon engendrou um plano para deixar Maurice De Waele ganhar, apesar que ele estava doente, ele disse: "A minha corrida foi vencida por um cadáver", e em 1930, admitiu apenas equipes representando seu país ou região.
As selecções nacionais contestaram o Tour até 1961 . As equipes eram de tamanhos diferentes. Alguns países tinham mais de uma equipe e alguns foram misturados com os outros para completar o número. As selecções capturaram a imaginação do público, mas tinha um senão: os ciclistas de uma selecção nacional poderiam ser de equipes comerciais rivais no resto da temporada. A lealdade dos ciclistas era por vezes questionável, dentro e entre as equipes.

### O Retorno de equipes comerciais
Os corredores das equipas nacionais usavam as cores do país que representavam e um pequeno painel de pano no peito que mostrava o nome da equipe onde normalmente alinhavam. Os patrocinadores sempre foram infelizes sobre o uso de seus ciclistas no anonimato para a maior corrida do ano e a situação tornou-se crítica no início da década de 1960. As vendas de bicicletas tinham caído e fábricas de bicicletas estavam fechando . Havia um risco, o comércio, disse que a indústria iria morrer se as fábricas não fossem autorizados a fazer publicidade no Tour de France.
Em 1962 o Tour retornou as equipes comerciais, embora com mais problemas. A dopagem tornou-se um problema e os testes foram introduzidos para os ciclistas. Em 1966 os ciclistas entraram em greve perto de Bordéus e os organizadores suspeitaram que os patrocinadores os tinham provocado. O Tour voltou a equipes nacionais de 1967 e 1968  como "uma experiência".. O autor Geoffrey Nicholson identificou mais uma razão: a oposição ao encerramento de estradas por causa de uma corrida criticada como meramente comercial. O Tour voltou com equipes comerciais em 1969, com a sugestão de que o formato de equipes nacionais poderia voltar a cada poucos anos. Isso nunca aconteceu.

## Distâncias
A Volta à França originalmente correu ao redor do perímetro da França. Andar de bicicleta é um esporte de resistência e os organizadores perceberam as vendas que poderiam alcançar através da criação de super-homens e seus concorrentes. As etapas da noite foram abandonadas após o segundo Tour em 1904, quando houve trapaça na impossibilidade dos juízes observarem os ciclistas. Isso reduziu a distância diária e global, mas a ênfase permaneceu na resistência. Desgrange disse que sua corrida ideal seria tão difícil que apenas um ciclista chegaria a Paris.
Uma sucessão de escândalos de dopagem na década de 1960, culminando em 1967 com a morte de Tom Simpson, forçou a União Ciclística Internacional para limitar distâncias diárias e globais e impor dias de descanso. Foi então impossível acompanhar as fronteiras, e cada vez mais o Tour ziguezagueante em todo o país, às vezes com corridas de dia desconectados e ligados por trem, mantendo uma espécie de volta. O Tour moderno normalmente tem 21 etapas diárias e não mais do que 3 500 km (2 170 mi). Os Tours mais curtos e mais longos foram 2 428 km (1 510 mi) e 5 745 km (3 570 mi), em 1904 e 1926, respectivamente.

## A caravana de publicidade

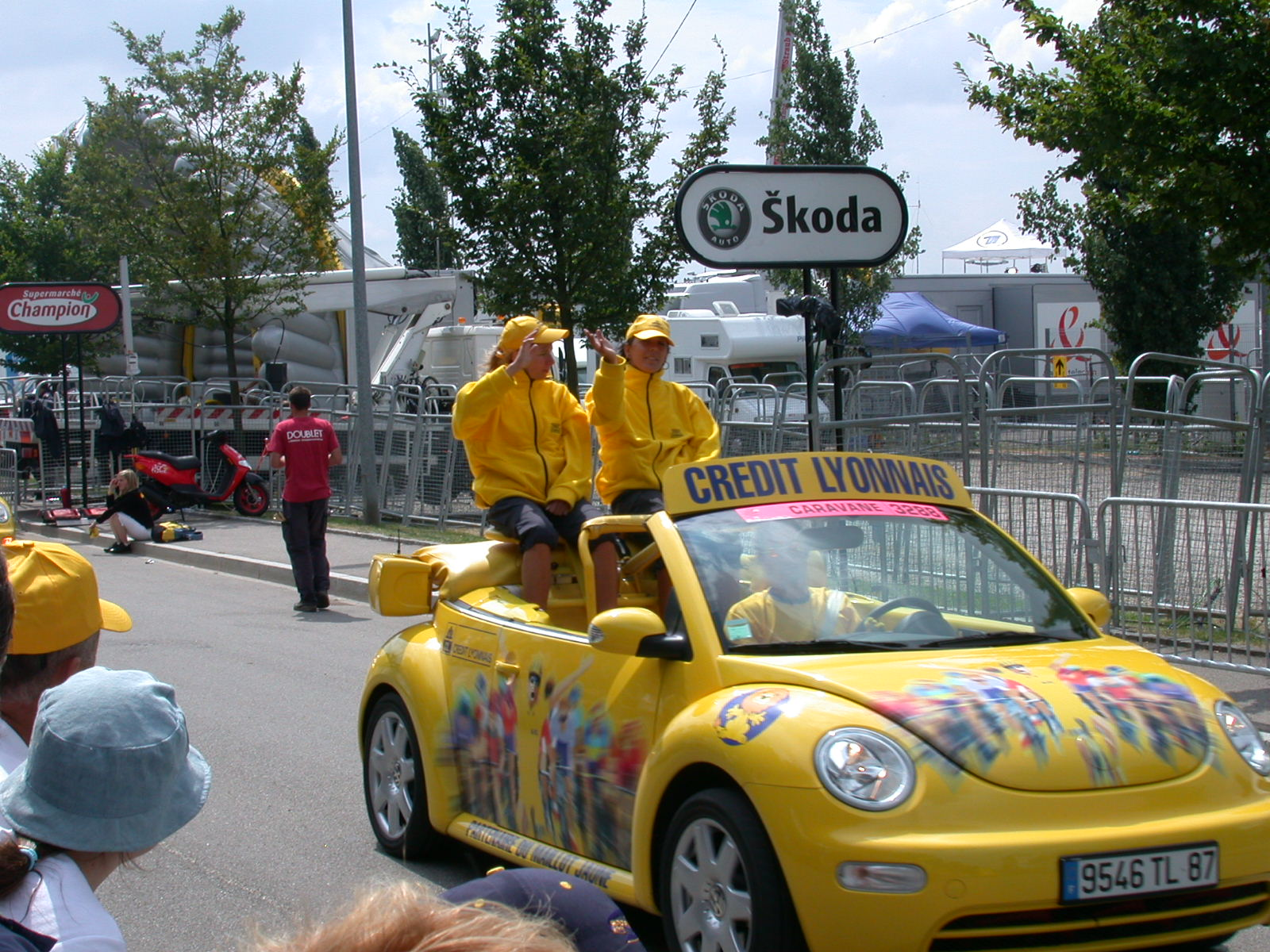
A caravana do Tour em Mulhouse (2005)

O Tour mudou em 1930 para uma competição em grande parte entre equipes representando seus países, em vez de as empresas que os patrocinavam. Os custos de alojamento dos ciclistas ficou a cargo dos organizadores em vez dos patrocinadores, e Henri Desgrange angariou o dinheiro, permitindo aos anunciantes preceder a corrida.
A procissão de camiões e carros, muitas vezes com uma decoração colorida ficou conhecida como a caravana de publicidade. Ele formalizou uma situação existente, as empresas tinham começado a acompanhar a corrida. O primeiro a assinar para preceder o Tour foi a empresa de chocolate Menier, um dos que tinham seguido a corrida. O diretor de publicidade, Paul Thévenin, apresentou pela primeira vez a ideia à Desgrange. Ele pagou 50 000 francos antigos. Precedendo a corrida era mais atraente para os anunciantes, pois os espectadores se reuniram à beira da estrada, muito antes da corrida ou poderiam ser atraídos de suas casas. Os anunciantes que seguiam a corrida descobriram que muitas pessoas que tinham assistido a corrida já tinham ido para casa.
Menier distribuiu toneladas de chocolate nesse primeiro ano precedendo à corrida, assim como 500 000 chapéus policiais impressos com o nome da empresa. O sucesso levou a existência da caravana ser formalizada no ano seguinte.
A caravana estava no seu auge entre 1930 e meados de 1960, antes da televisão e, especialmente, a publicidade televisiva ser criada na França. Anunciantes competiam para atrair a atenção do público. Acrobatas em motocicletas actuaram para a empresa de aperitivos Cinzano e uma empresa de pasta de dentes. Uma acordeonista, Yvette Horner, tornou-se um dos pontos turísticos mais populares pois ela realiza sua apresentação em cima de um Citroën Traction Avant. O Tour moderno restringe os excessos a que os anunciantes estão autorizados a fazer, mas no início era tudo permitido. O escritor Pierre Bost lamentou:.. "Esta caravana de 60 camiões berrantes cantando através do campo as virtudes de um aperitivo, uma marca de cuecas ou um caixote de lixo é um espectáculo vergonhoso. Ela é feita de gritaria, feita de música feia, é triste, é feio, tem cheiro de vulgaridade e dinheiro."
Os anunciantes pagam a Société du Tour de France aproximadamente €150 000 para colocar três veículos na caravana. Alguns têm mais. Em cima disso, vêm os custos mais consideráveis das amostras comerciais que são jogados para a multidão e os custos de acomodar os ciclistas e o pessoal -frequentemente alunos- que atiram as amostras. Os veículos também tem que ser decorados na manhã de cada etapa e, porque eles devem voltar aos padrões normais de rodovias comuns, retiradas após cada etapa. Os números variam, mas normalmente há cerca de 250 veículos a cada ano. A sua ordem na estrada é estabelecido por contrato, os principais veículos pertencentes aos maiores patrocinadores.
A procissão sai duas horas antes do início e, em seguida, reúne-se para preceder os ciclistas por uma hora e meia. Ela se espalha 20–25 km e leva 40 minutos para passar entre 20 e 60 km /h, e viajam em grupos de cinco. A sua posição é registada por GPS e por uma aeronave, mantendo-se organizada pelo director da caravana, Jean-Pierre Lachaud, um assistente, três motociclistas, dois técnicos de rádio, mecânicos e equipe médica. A andar com eles vão seis motociclistas da elite da Guarda Republicana.
Os anunciantes distribuem material de divulgação para a multidão. O número de itens foi estimado em 11 milhões, cada pessoa na procissão dando 3 000 a 5 000 itens por dia. Um banco, GAN, distribuiu 170 mil bonés, 80 000 crachás, 60 000 sacos de plástico e 535 000 cópias do seu jornal de corrida em 1994. Juntos, os itens pesavam 32 toneladas.
Espectadores morreram em colisões com a caravana (ver abaixo).

## Organizadores

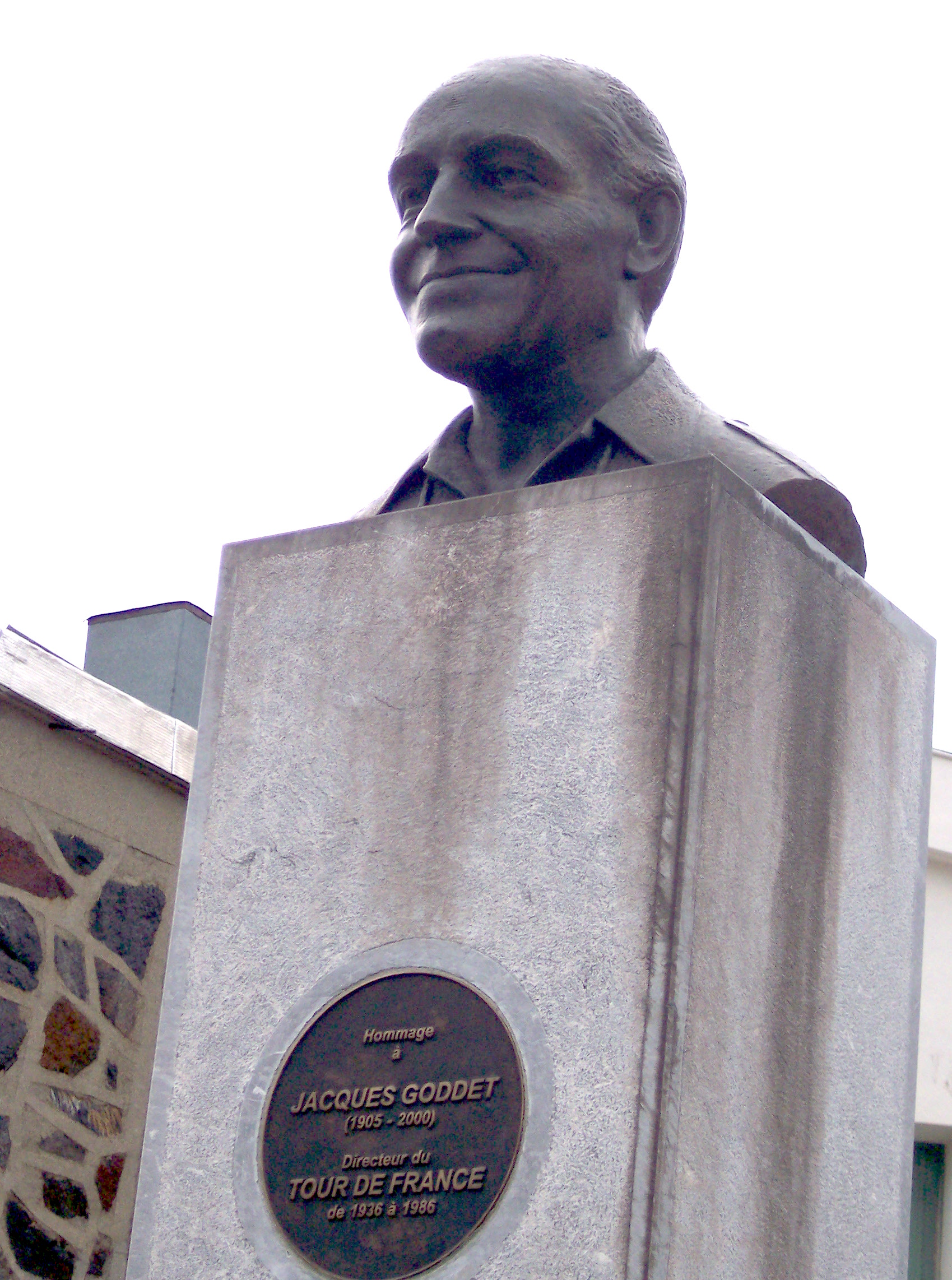
Memorial de Jacques Goddet no pico do Col du Tourmalet

O primeiro organizador foi Henri Desgrange, embora o funcionamento diário da corrida de 1903 foi por feito por Lefèvre. Ele seguiu os ciclistas de trem e bicicleta. Em 1936 Desgrange fez uma operação de próstata. Na época, foram necessárias duas operações, o Tour de France estava marcado numa data entre elas. Desgrange convenceu o seu cirurgião deixá-lo acompanhar a corrida. O segundo dia foi demais e, devido a uma febre em Charleville, ele se retirou para seu château em Beauvallon. Desgrange morreu em casa na costa do Mediterrâneo em 16 de agosto de 1940. A corrida foi assumida por seu vice, Jacques Goddet.
A guerra interrompeu o Tour. A propaganda alemã queria ver a corrida ser realizada e ofereceu facilidades que de outra forma eram negadas, na esperança de manter um sentido de normalidade. Eles se ofereceram para abrir as fronteiras entre a França ocupada pelos alemães no norte e a região sul, a nominalmente independente França de Vichy, mas Goddet recusou.
Em 1944, o jornal L'Auto fechou e as suas portas foram seladas, e seu patrimônio, incluindo o Tour sequestrados pelo Estado pois a publicação de artigos era muito favorável aos alemães. Os direitos da Tour eram assim propriedade do governo. Jacques Goddet foi autorizado a publicar outro jornal diário esportivo, o L'Équipe, mas havia um candidato rival para realizar o Tour: um consórcio de Sports e Miroir Sprint. Cada um deles organizou uma corrida candidata a suceder o Tour. O L'Équipe e Le Parisien Libéré teve La Ronde France a Sports e Miroir Sprint teve a La Ronde de France. Ambas corridas eram de cinco etapas, o mais longo que o governo vai permitir por causa da escassez. A corrida do L'Équipe foi melhor organizada e apelou mais ao público, também porque destacavam as equipas nacionais que tinham sido bem-sucedidas antes da guerra, quando o ciclismo francês estava em alta. Ao L'Équipe foi dado o direito de organizar a Tour de France de 1947.
As finanças do L'Equipe nunca foram boas e Goddet aceitou o suporte de Émilion Amaury, que havia apoiado a sua candidatura para organizar o Tour no pós-guerra. Amaury era um magnata dos jornais cuja condição era que o seu editor de esportes, Félix Levitan, devia se juntar a Goddet para realizar o Tour, os dois trabalharam juntos, Goddet gerindo o aspecto esportivo e Levitan o financeiro.
Levitan começou a recrutar patrocinadores, às vezes aceitando prêmios em espécie se não pudesse obter dinheiro. Ele introduziu o pódio final do Tour na Avenue des Champs-Élysées em 1975. Ele deixou o Tour em 17 de março de 1987, depois de perdas no Tour da América, onde ele estava envolvido. A alegação era de que ele havia feito cruzamento de finanças do Tour de France. Levitan insistiu que ele era inocente, mas o bloqueio do seu escritório acabou com seu trabalho. Goddet se aposentou no ano seguinte. Eles foram substituídos em 1988 por Jean-Pierre Courcol, o diretor do L'Équipe, e então, em 1989, por Jean-Pierre Carenso e, em seguida, por Jean-Marie Leblanc, que em 1989 tinha sido diretor de prova. O ex-apresentador de televisão Christian Prudhomme - que comentava o Tour entre outros eventos - substituiu Leblanc em 2007, tendo sido assistente do diretor por três anos.
O diretor de prova actual Prudhomme trabalha para a Société du Tour de France, uma subsidiária da Amaury Sport Organisation (ASO), que desde 1993 faz parte do grupo de mídia Grupo Amaury que possui o L'Équipe. Ela emprega cerca de 70 pessoas em tempo integral, num escritório de frente, mas não conectado ao L'Équipe  no Issy-les-Moulineaux área sudoeste de Paris. Esse número se expande para cerca de 220 durante a corrida em si, não incluindo 500 empregados contratados para mover barreiras, montar o pódio das etapas, sinalizar a via e outros trabalhos.

## Política
Os primeiros três Tours ficaram dentro da França. A corrida entrou em 1906 na Alsácia-Lorena, território anexado pelo Império Alemão em 1871, após a Guerra Franco-Prussiana. A passagem foi assegurada através de uma reunião em Metz entre o colaborador de Desgrange, Alphonse Steines, e o governador alemão.
Não houve equipes da Itália, Alemanha ou Espanha presentes em 1939 por causa de tensões que antecederam a Segunda Guerra Mundial. Henri Desgrange preparou Tour para 1940, após a guerra ter começado, mas antes de a França ter sido invadida. A rota, aprovada pelas autoridades militares, incluiu uma rota ao longo da Linha Maginot. Equipas seriam retiradas de unidades militares na França, incluindo os britânicos, que teriam sido organizadas por um jornalista, Bill Mills. Com a invasão alemã a corrida não foi realizada novamente até 1947. A primeira equipe alemã depois da guerra participou do Tour 1960, embora ciclistas alemães tenham, individualmente, corrido em equipes mistas. O Tour, desde então, começou na Alemanha três vezes: 1965 em Colônia, 1980 em Frankfurt e 1987 em Berlim Ocidental, no 750º aniversário da cidade. Planos para entrar na Alemanha Oriental naquele ano foram abandonados.

### Córsega
Antes de 2013, o Tour de France tinha visitado todas as regiões da França Continental excepto a Córsega. Jean-Marie Leblanc, quando era organizador, disse a ilha nunca tinha pedido que uma etapa começasse por lá, ele disse que seria difícil encontrar alojamento para 4 000 pessoas. O porta-voz do partido nacionalista corso, François Alfonsi, disse: "Os organizadores devem ter medo de ataques terroristas. Se eles estão realmente pensando em uma possível acção terrorista, eles estão errados. O nosso movimento, que é nacionalista é a favor da auto-governação, ficaria muito satisfeito se o Tour viesse para a Córsega". a abertura de três etapas do Tour de France de 2013 foram realizadas na Córsega, como parte das comemorações da 100ª edição da corrida.

## Prémios
O prémio foi desde o início dado em dinheiro. De 20 000 francos antigos no primeiro ano,o prémio em dinheiro tem aumentado a cada ano, embora que entre 1976-1987 o primeiro prémio tenha sido um apartamento oferecido pelo patrocinador da corrida. O primeiro prémio, em 1988, era um carro, um apartamento, uma obra de arte e 500 mil francos em dinheiro. Os prémios somente em dinheiro retornaram em 1990.
Os prémios e bónus são concedidos para as colocações diárias e colocações finais ao término da corrida. Em 2009, o vencedor recebeu €450 000, enquanto os vencedores de cada uma das 21 etapas ganhou €8 000 (€10 000 para o contrarrelógio da equipe vencedora). Os vencedores da classificação por pontos e de montanha ganham cada um €25 000, a competição ciclista jovem e o prémio combatividade €20 000, e €50 000 para o vencedor da classificação por equipa (calculado pela soma dos tempos acumulados dos três melhores ciclistas em cada equipa).
Em memória do fundador do Tour, a lembrança de Henri Desgrange, é atribuída ao primeiro ciclista sobre o Col du Galibier, onde um monumento em sua homenagem foi erigido, ou para o primeiro ciclista sobre o maior col no Tour. Um prémio semelhante é oferecido no cume do Col du Tourmalet, no memorial de Jacques Goddet, o sucessor de Desgrange.

## Classificação geral

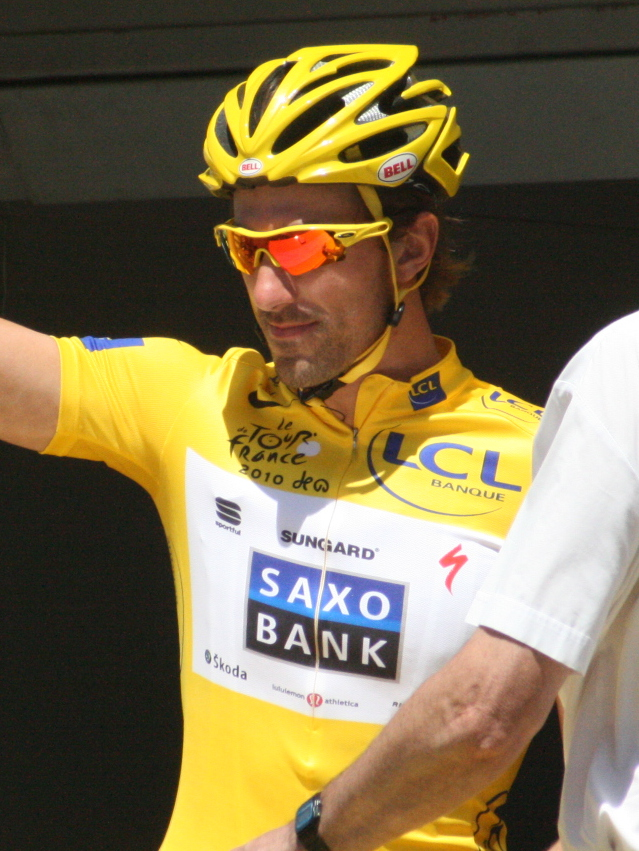
Foto de Fabian Cancellara na Tour de France de 2010. Ele é o ciclista com mais camisolas amarelas ganhas que nunca venceu uma classificação geral.

A camisa amarela ("maillot jaune"), atribuída ao primeiro corredor em tempo individual na classificação geral, é a de maior prestígio. Foi inventada em 1919 por Henri Desgrange, em referência ao papel amarelo do jornal L'Auto e o primeiro atleta a vesti-la foi Eugène Christophe, que acabaria aquela edição na terceira colocação. É atribuída calculando-se o tempo total gasto por cada corredor, isto é, adicionando-se os tempos de cada etapa. O corredor com o menor tempo é considerado o líder no momento, e, ao final do evento, é declarado o vencedor geral do Tour.

### Classificação da montanha

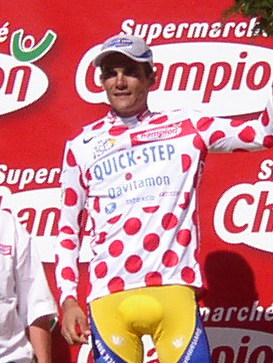
Richard Virenque no Tour de France de 2003 a vestir uma camiseta -branca com bolas vermelhas. Ele detém o recorde de 7 vezes campeão da montanha

A camisa de bolinhas ("maillot à pois rouge"), é atribuída ao primeiro corredor na classificação em etapas de montanha; no topo de cada montanha do Tour, atribuem-se pontos aos primeiros a chegar no topo. As subidas são classificadas em categorias de 1 (mais difícil) a 4 (menos difícil) de acordo com seu grau de dificuldade, onde são levados em conta o declive e o comprimento da subida. Uma quinta categoria, chamada categoria especial, é reservada às montanhas ainda mais difíceis que as da primeira categoria. O primeiro corredor em uma subida de quarta categoria recebe 5 pontos, enquanto que o primeiro de uma subida categoria especial recebe 40. Enquanto que somente o segundo e terceiro colocados também ganham pontos em uma subida de quarta categoria, os 15 primeiros em uma subida categoria especial são recompensados com pontos.
De maneira geral, as etapas de montanha, juntamente com as etapas de contrarrelógio, decidem o vencedor do Tour de France, já que a diferença de tempo entre os ciclistas costuma ser muito maior nestas que nas etapas em terreno plano. Apesar de o melhor ciclista em montanha ser distinguido desde 1933, foi somente em 1975 que a camisola branca com pontos vermelhos foi introduzida para identificá-lo. As cores foram decididas pelo patrocinador da época, Chocolates Poulain, para combinar com um dos seus produtos mais populares.
A distribuição de pontos para as montanhas é a seguinte:
| Tipo | Tipo               | 1ª | 2ª | 3ª | 4ª | 5ª | 6ª | 7ª | 8ª | 9ª | 10ª |
| ---- | ------------------ | -- | -- | -- | -- | -- | -- | -- | -- | -- | --- |
|      | Hors catégorie     | 25 | 20 | 16 | 14 | 12 | 10 | 8  | 6  | 4  | 2   |
|      | Primeira Categoria | 10 | 8  | 6  | 4  | 2  | 1  |    |    |    |     |
|      | Segunda Categoria  | 5  | 3  | 2  | 1  |    |    |    |    |    |     |
|      | Terceira Categoria | 2  | 1  |    |    |    |    |    |    |    |     |
|      | Quarta Categoria   | 1  |    |    |    |    |    |    |    |    |     |

- Os pontos ganhos são dobrados para acabamentos que são da categoria dois ou maior.

### Classificação por pontos

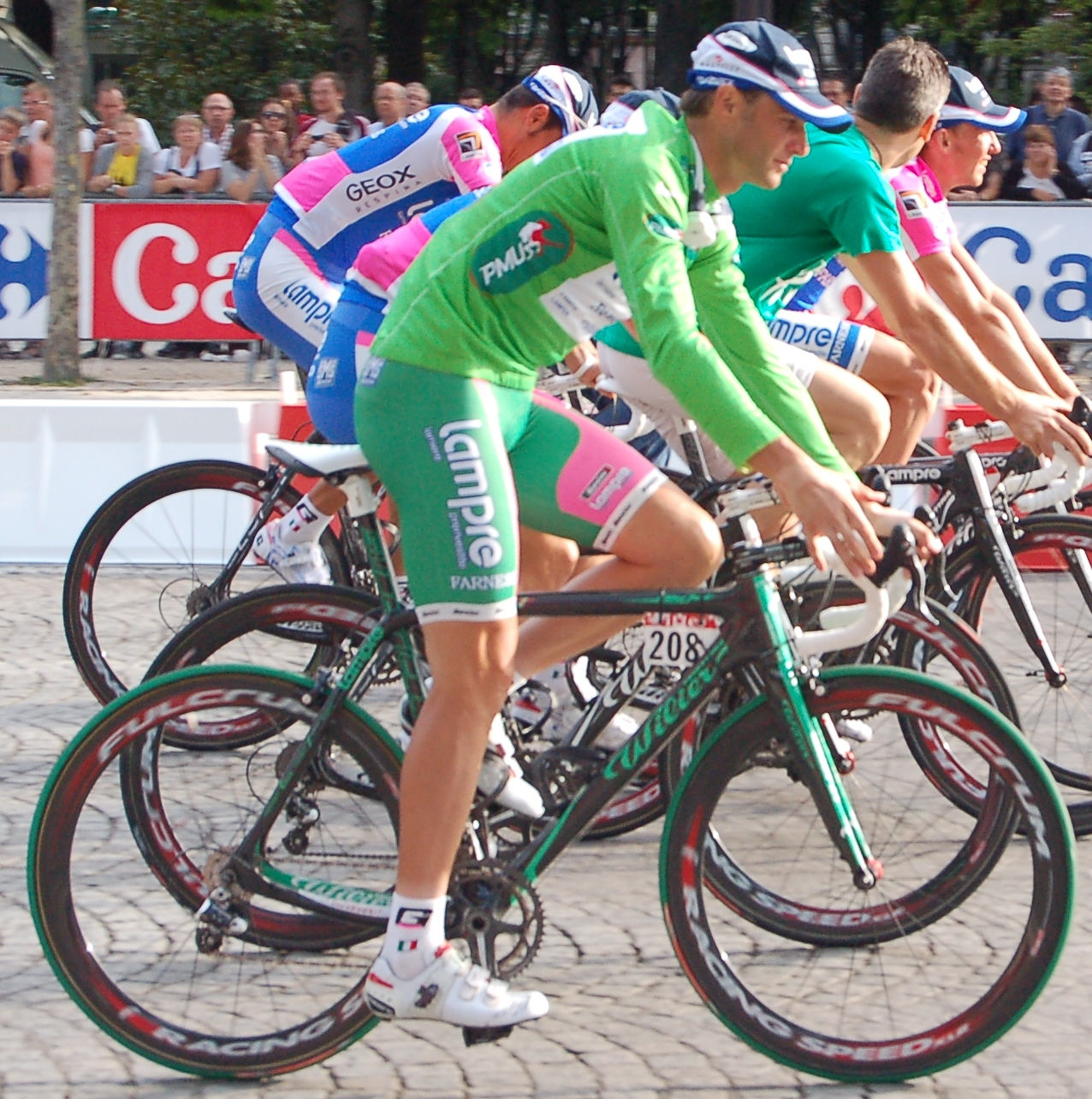
Alessandro Petacchi com a camisola verde do Tour de France

A camisa verde ("maillot vert"), foi criada em 1953 em comemoração aos 50 anos do primeiro Tour e é atribuída ao primeiro corredor na classificação individual por pontos (sprint). Ao final de cada etapa, ganham-se pontos quando se termina a etapa nos primeiros lugares. O número de pontos depende do tipo de etapa - mais se a etapa for plana, um pouco menos se for intermediária, ainda menos se for de montanha e o mínimo em etapas contrarrelógio. Também atribuem-se uns poucos pontos ao corredor que alcança primeiro certos pontos intermediários, assim como uma bonificação em segundos para o concurso da camisola amarela, mas são geralmente tão poucos que não representam muita coisa no resultado final. No entanto, têm um papel preponderante durante a primeira semana, antes das etapas de montanha, quando os corredores estão relativamente próximos na classificação geral. Erik Zabel (Alemanha) é o corredor que mais vezes terminou o Tour com a camisola verde, por 6 vezes, todas consecutivas, entre 1996 e 2001.
Em 2011 o sistema de pontos foi alterado e agora figura como:
| Tipo | Tipo                               | 1ª | 2ª | 3ª | 4ª | 5ª | 6ª | 7ª | 8ª | 9ª | 10ª | 11ª | 12ª | 13ª | 14ª | 15ª |
| ---- | ---------------------------------- | -- | -- | -- | -- | -- | -- | -- | -- | -- | --- | --- | --- | --- | --- | --- |
|      | Acabamento etapa plana             | 45 | 35 | 30 | 26 | 22 | 20 | 18 | 16 | 14 | 12  | 10  | 8   | 6   | 4   | 2   |
|      | Acabamento etapa média de montanha | 30 | 25 | 22 | 19 | 17 | 15 | 13 | 11 | 9  | 7   | 6   | 5   | 4   | 3   | 2   |
|      | Acabamento etapa alta montanha     | 20 | 17 | 15 | 13 | 11 | 10 | 9  | 8  | 7  | 6   | 5   | 4   | 3   | 2   | 1   |
|      | Contrarrelógio individual          | 20 | 17 | 15 | 13 | 11 | 10 | 9  | 8  | 7  | 6   | 5   | 4   | 3   | 2   | 1   |
|      | Sprint intermediária               | 20 | 17 | 15 | 13 | 11 | 10 | 9  | 8  | 7  | 6   | 5   | 4   | 3   | 2   | 1   |

### Classificação de jovem ciclista

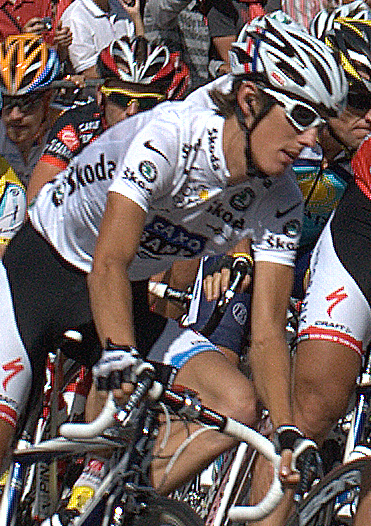
Andy Schleck na camisola branca no Tour de France

A camisola branca ("maillot blanc"): segue os mesmos critérios da camisola amarela, mas somente disputada por corredores com idade máxima de 25 anos em 31 de dezembro do ano em questão. A categoria, criada em 1975, foi introduzida como forma de reconhecer o desempenho dos ciclistas mais jovens, foi temporariamente extinta em 1998, mas novamente reintroduzida pouco tempo depois. Poucos são os competidores que se podem orgulhar de ter vestido a camisola amarela e branca no mesmo ano: Laurent Fignon (1983), Jan Ullrich (1997), Alberto Contador (2007), Andy Schleck (2010), Jorge Ebernát (2015), Egan Bernal (2019) e Tadej Pogačar (2020).
Apenas 2 ciclistas venceram a classificação da juventude por 3 vezes na sua carreira: Jan Ullrich e Andy Schleck.

### Classificações menores
O dorsal vermelho, que é atribuído ao corredor mais combativo da etapa anterior. No final de cada etapa, os juízes atribuem pontos aos corredores que entraram em "fugas" na etapa. O corredor com o maior número de pontos ganha um dorsal vermelho com letras em branco ao invés das usuais letras pretas em fundo branco.
A classificação por equipes. Para esta classificação, os tempos dos três primeiros corredores de cada equipe são adicionados após cada etapa. O Tour tem actualmente 22 equipes com 9 corredores cada uma (no início), cada equipe patrocinada por uma ou várias empresas. Não há regras específicas quanto à nacionalidade dos corredores de uma mesma equipe, apesar de este ter sido o caso em algumas edições anteriores do Tour.

## Etapas notáveis

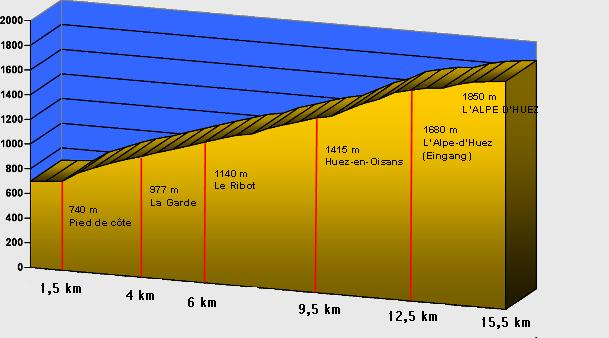
Perfil da subida do Alpe d’Huez.

Muitos lugares, e especialmente montanhas, estão frequentemente presentes no percurso geral do Tour (em praticamente todas as edições), e ganharam relativa fama por isso. As montanhas mais conhecidas são as de "categoria especial", com picos cuja dificuldade de ascensão está para além de uma categorização normal, e incluem o Passo do Tourmalet (Pirenéus, 2114 m), Ventoux (Provença, 1909 m), Passo do Galibier (Alpes, 2645 m), o Hautacam (Pirenéus, 1800 m) e o Alpe d'Huez, nos Alpes, com suas famosas 21 curvas, culminando a 1850 m.
A melhor maneira de ver e de apoiar todos os corredores é estar presente sobre o trajecto do contrarrelógio, pois neste tipo de etapa os corredores passam um após o outro. Até 2005 havia provas contrarrelógio por equipes; neste caso, o tempo da equipe é o do quinto corredor ao cruzar a linha de chegada. Este tipo de prova por equipe foi eliminado em 2006 para incluir uma tirada extra de contrarrelógio individual. De qualquer maneira, pode-se quase sempre achar um bom lugar para se ver o Tour.
Ao hospedar um pódio de início ou acabamento de etapa, produz prestígio e negócios para a cidade. O prólogo e a primeira fase são particularmente prestigiantes. Normalmente uma cidade sediará o prólogo (muito curto para ir entre as cidades) e o início da fase 1. O diretor de 2007 Christian Prudhomme disse que "em geral, por um período de cinco anos, temos o Tour a começar fora da França três vezes e duas vezes em França."

## A largada e a chegada da Volta

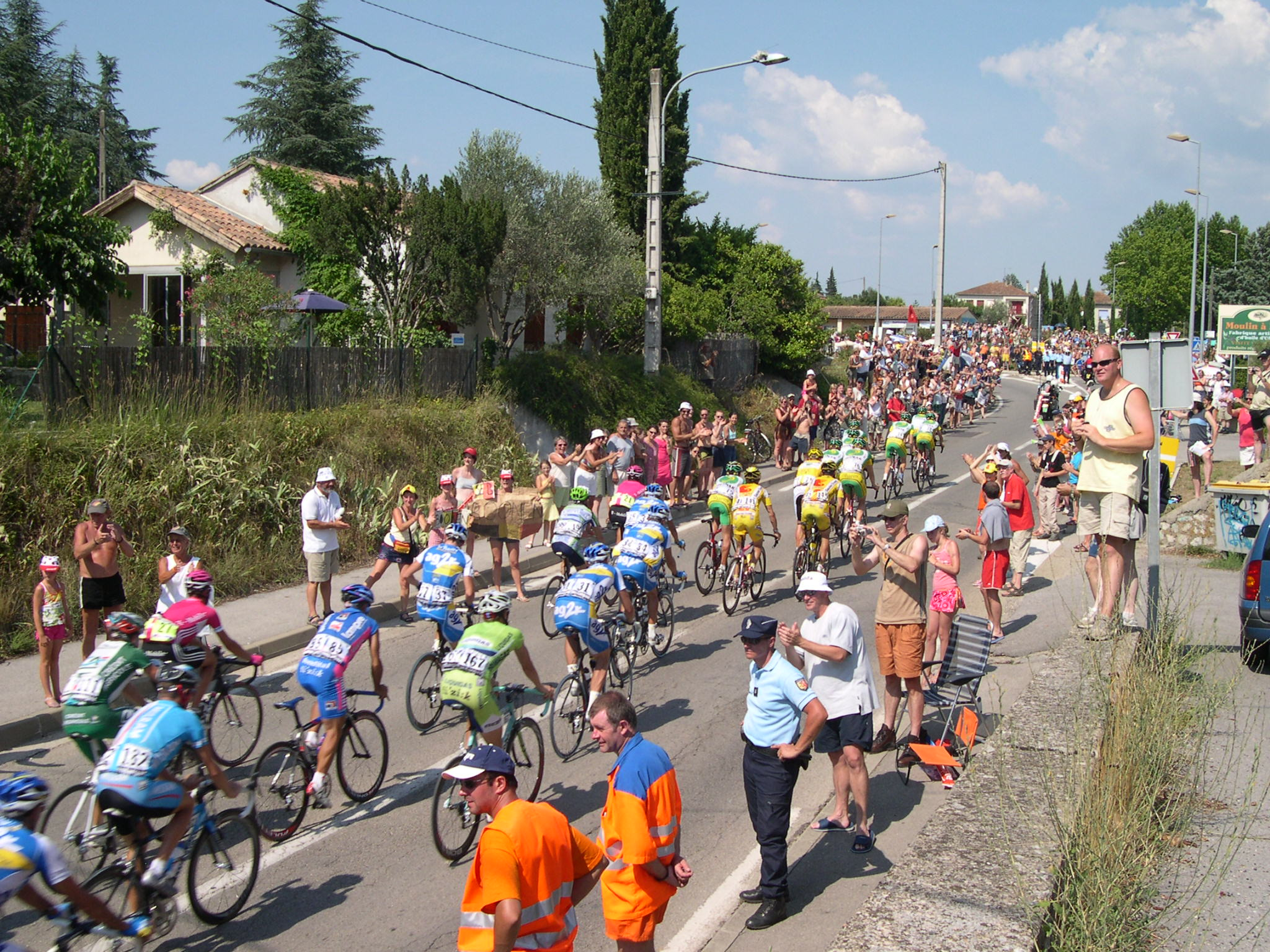
O pelotão no Tour de France de 2006

A maioria dos estágios são na França continental, embora desde a década de 1960 tornou-se comum ir visitar países vizinhos: Andorra, Bélgica, Inglaterra, Alemanha, Irlanda, Itália, Luxemburgo, Mônaco, Países Baixos, Espanha e Suíça têm todos hospedados etapas ou parte de um pódio. Áustria, Catar e Escócia manifestaram interesse em sediar futuras partidas. A etapa pode ser plana, ondulada ou montanhosa. Desde 1975 a etapa final foi em Paris no Champs-Élysées, em 1903-1967 a corrida terminou no Parc des Princes o estádio no oeste de Paris e em 1968-1974, no vélodrome de Vincennes ao sul da capital . Yorkshire foi anunciado como sede para as duas primeiras etapas do Tour de France de 2014.

## Emissão radiodifusão
O Tour foi seguido apenas pelos primeiros jornalistas do L'Auto, e os organizadores. A corrida foi criada para aumentar as vendas de um jornal debatendo e seu editor, Desgrange, não via nenhuma razão para permitir que as publicações rivais para o lucro. Os primeiros mídia, que não L'Auto papéis tempo foram autorizados em 1921, quando permitiram 15 carros de imprensa para os jornalistas regionais e estrangeiros.
O Tour foi exibido pela primeira vez no cinema através de noticiário de um dia ou mais após o evento. A primeira transmissão de rádio ao vivo foi em 1929, quando Jean Antoine e Alex Virot do jornal L'Intransigeant transmitiram para a Rádio Cité. Eles usaram linhas telefónicas. Em 12 de julho de 1932, eles difundem uma transmissão com o som dos ciclistas cruzando o col du Aubisque nos Pirenéus, usando uma máquina de gravar para mais tarde transmitirem o som.
As primeiras imagens de televisão mostraram um dia depois de um pódio. O canal de TV nacional utilizou duas câmaras de 16 milímetros, um jipee uma moto. O filme foi levado de trem para Paris. O filme foi editado lá e mostrado no dia seguinte.
A primeira transmissão ao vivo, e o segundo de qualquer esporte na França, foi o acabamento no Parc des Princes em Paris, em 25 de julho de 1948 . Rikvan Steenbergen da Bélgica venceu no grupo depois de uma etapa de 340 km em Nancy. A primeira cobertura ao vivo do lado da estrada, foi a partir do Aubisque em 8 de julho de 1958. Propostas para cobrir toda a corrida foram abandonados em 1962, após objecções de jornais regionais, cujos editores temiam a competição . A disputa foi resolvida, mas não a tempo, e a primeira cobertura completa foi no ano seguinte.
O comentarista de televisão líder na França era um ex- ciclista, Robert Chapatte. No início, ele era o único comentarista. Ele foi acompanhado nas próximas temporadas por um analista para as etapas de montanha e por um comentador seguindo os competidores de moto.
A radiodifusão em França foi em grande parte um monopólio estatal até 1982, quando o presidente socialista François Mitterrand permitiu emissoras privadas e privatizou o canal de televisão líder. A concorrência entre canais elevou as taxas de transmissão pagas aos organizadores de 1,5 por cento do orçamento de corrida em 1960, para mais de um terço até o final do século. O tempo de emissão também aumentou com os canais a competiram para garantir os direitos. Os dois maiores canais que ficaram em propriedade pública, a France 2 e France 3, combinaram os esforços para oferecer uma cobertura melhor do que o seu rival privado, a TF1. As duas estações, rebaptizado France 2 e France 3, ainda detêm os direitos nacionais e fornecem imagens para as emissoras de todo o mundo.
As estações utilizam uma equipe de 300 pessoas, com quatro helicópteros, dois aviões, duas motocicletas, outros 35 veículos, incluindo caminhões e 20 câmaras pódio.
A televisão doméstica abrange as etapas mais importantes do Tour, tais como aquelas nas montanhas, a partir do meio da manhã até o início da noite. A cobertura normalmente começa com um levantamento da rota do dia, entrevistas ao longo da estrada, as discussões sobre as dificuldades e tácticas à frente, e um recurso de arquivamento de 30 minutos. Os maiores pódios são transmitidos ao vivo do início ao fim, seguido por entrevistas com ciclistas e outros, e apresentado como uma versão editada do pódio visto do lado de um chefe de equipe seguindo e aconselhando os ciclistas do carro.
A rádio abrange a corrida com actualizações ao longo do dia, especialmente no canal de notícias nacional, France Info, e algumas estações que fornecem comentários contínuos em onda longa. Outros países também transmitem o Tour, incluindo os Estados Unidos, que têm cobertura do Tour desde 1999 no NBC Sports Network.
A combinação de controles de dopagem rigorosos sem precedentes e quase sem testes positivos ajudaram a restaurar a confiança dos fãs no Tour de France 2009. Isto conduziu directamente a um aumento da popularidade global do evento. A etapa mais assistida de 2009 foi a etapa 20, a partir de Montélimar a Mont Ventoux na Provença, com um público total global de 44 milhões, tornando-se o 12º evento esportivo mais assistido no mundo em 2009.

## Cultura

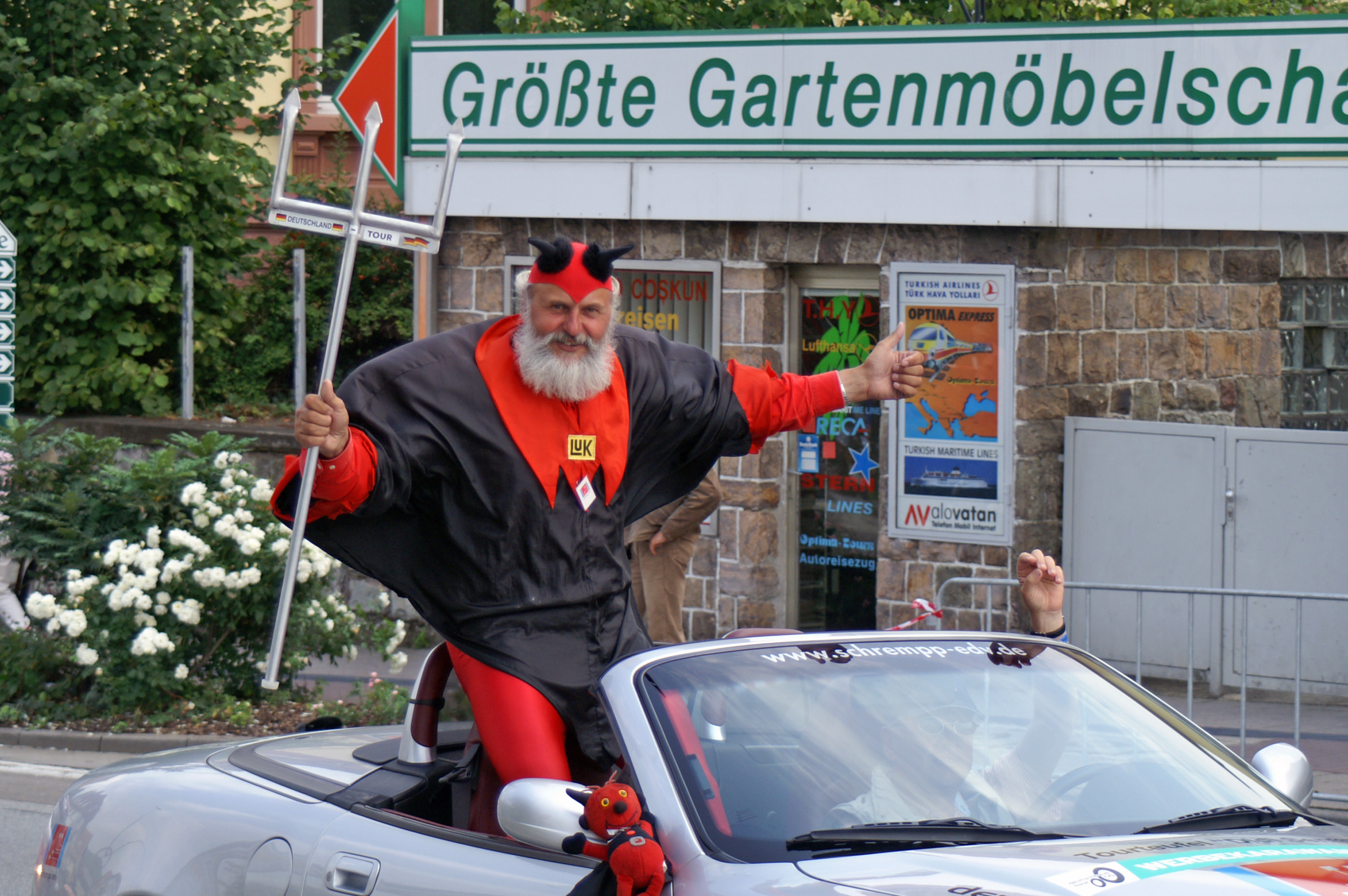
Parte da multidão durante a maioria dos dias do Tour é Didi Senft que, num traje de diabo, tem sido o diabo do Tour desde 1993.

O Tour é importante para os fãs na Europa. Milhões assistem na linha do percurso, alguns tendo acampado uma semana para obter a melhor vista.
O Tour de France apelou desde o início, e não apenas para as exigências das distâncias percorridas, mas porque ele jogou a um desejo de unidade nacional, uma chamada para o Maurice Barrès chamado de France "de terra e mortes", ou o que Georges Vigarello chamou de "a imagem de uma França unida pela sua terra".

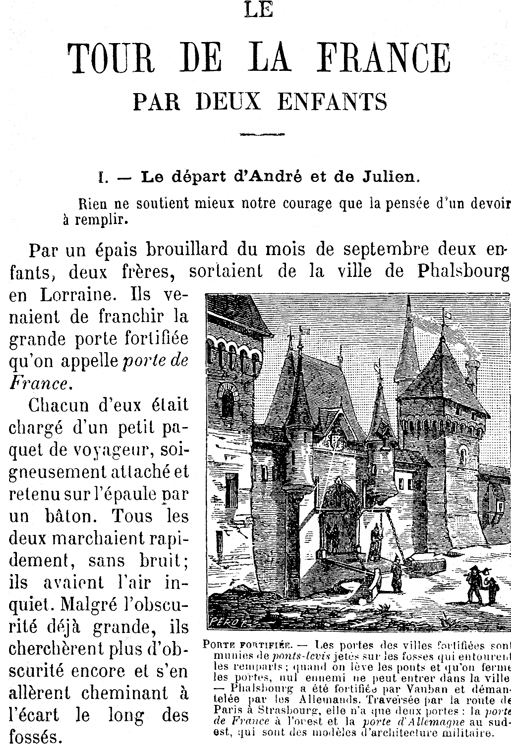
Livro Escola por Agostinho Fouillée sob um pseudónimo de G. Bruno

A imagem tinha sido iniciada pelo livro 1877 de viagem / escola Le Tour de la France par deux enfants. Ele falou de dois meninos, André e Julien, que "em uma espessa neblina de setembro deixaram a cidade de Phalsbourg na Lorena para ver a França num momento em que poucas pessoas tinham ido muito além da cidade mais próxima."
O livro vendeu seis milhões de cópias até o momento da estreia do Tour de France, o livro mais vendido do século XIX na França (que não seja a Bíblia). Ele estimulou um interesse nacional na França, tornando-se "visível e vivo", como dizia seu prefácio já tinha havido uma corrida de carros chamado o Tour de France, mas foi a publicidade por detrás da competição de ciclismo, e ao rigor de Desgrange para educar e melhorar a população,  que inspirou o francês para saber mais do seu país.
Os historiadores académicos Jean-Luc Boeuf e Yves Léonard disseram que a maioria das pessoas na França tinham pouca ideia da forma do seu país até o jornal L'Auto começar a publicar mapas da corrida.

### Artes
O Tour tem inspirado várias canções populares em França, nomeadamente 'P'tit Gars du tour (1932), Les Tours de France ( 1936) e Faire le Tour de France (1950). Kraftwerk teve um sucesso em 1983 com a Tour de France, que a descreveu como uma "fusão de homem e máquina" minimalista - e produziu um álbum, Tour de France Soundtracks, em 2003, no centenário do Tour.
O Tour e o seu primeiro vencedor italiano, Ottavio Bottecchia, são mencionados no final do livro de Ernest Hemingway The Sun Also Rises.
Nos filmes, o passeio foi fundo para Cinq Tulipes Rouges (1949) por Jean Stelli, em que cinco ciclistas são assassinados. A burlesca em 1967, Les Cracks por Alex Joffé, com Bourvil et Monique Tarbes, também contou com ele. Patrick Le Gall fez Chacun son Tour (1996). A comédia, Le Vélo de Ghislain Lambert (2001 ), contou com o Tour de 1974.
Em 2005, três filmes narraram uma equipe. O HöllenTour alemão, traduzido como 'Inferno sobre rodas, registou 2003 a partir da perspectiva da equipe Telekom. O filme foi dirigido por Pepe Danquart, que em 1993 ganhou um Óscar de uma curta-metragem de acção ao vivo, Black Rider (Schwarzfahrer). O filme dinamarquês Superando por Tomas Gislason gravou o Tour 2004 a partir da perspectiva da equipe CSC.
Com fios para ganhar, crónica da Française des Jeux sobre ciclistas Baden Cooke e Jimmy Casper em 2003. Seguindo sua busca pela classificação por pontos, ganha por Cooke, o filme olha para o funcionamento do cérebro. O filme, feito para cinemas IMAX, surgiu em dezembro de 2005. Foi dirigido por Bayley Silleck, que foi nomeado para um Óscar de curta-metragem documentário, em 1996, para Cosmic Voyage.
Um fã, Scott Coady, seguindo o Tour de 2000 com uma câmara de vídeo portátil para fazer The Tour Baby, que arrecadou US $160 000 para beneficiar a Fundação web Lance Armstrong, e fez uma sequela em 2005, Tour Baby Deux!.
Vive Le Tour por Louis Malle é um curta de 1962 de 18 minutos. O Tour de 1965 foi filmado por Claude Lelouch em Pour un Maillot Jaune. Este documentário de 30 minutos não tem narração e utiliza imagens e sons do Tour.
Na ficção, o filme de animação 2001 Les Triplettes de Belleville (As Bicicletas de Belleville) laços para o Tour de France.

### Critériums Pós-Tour
Após o Tour de France há Critériums nos Países Baixos, Bélgica e Alemanha. Essas corridas são espectáculos públicos, onde milhares de pessoas podem ver seus heróis da corrida do Tour de France. O orçamento de um critérium é mais de 100,000 euros, com a maior parte do dinheiro a ir para os ciclistas. Vencedores de camisolas ou ciclistas de grande nome entre 20 e 60 mil euros por competição em dinheiro por iniciarem.

## Dopagem

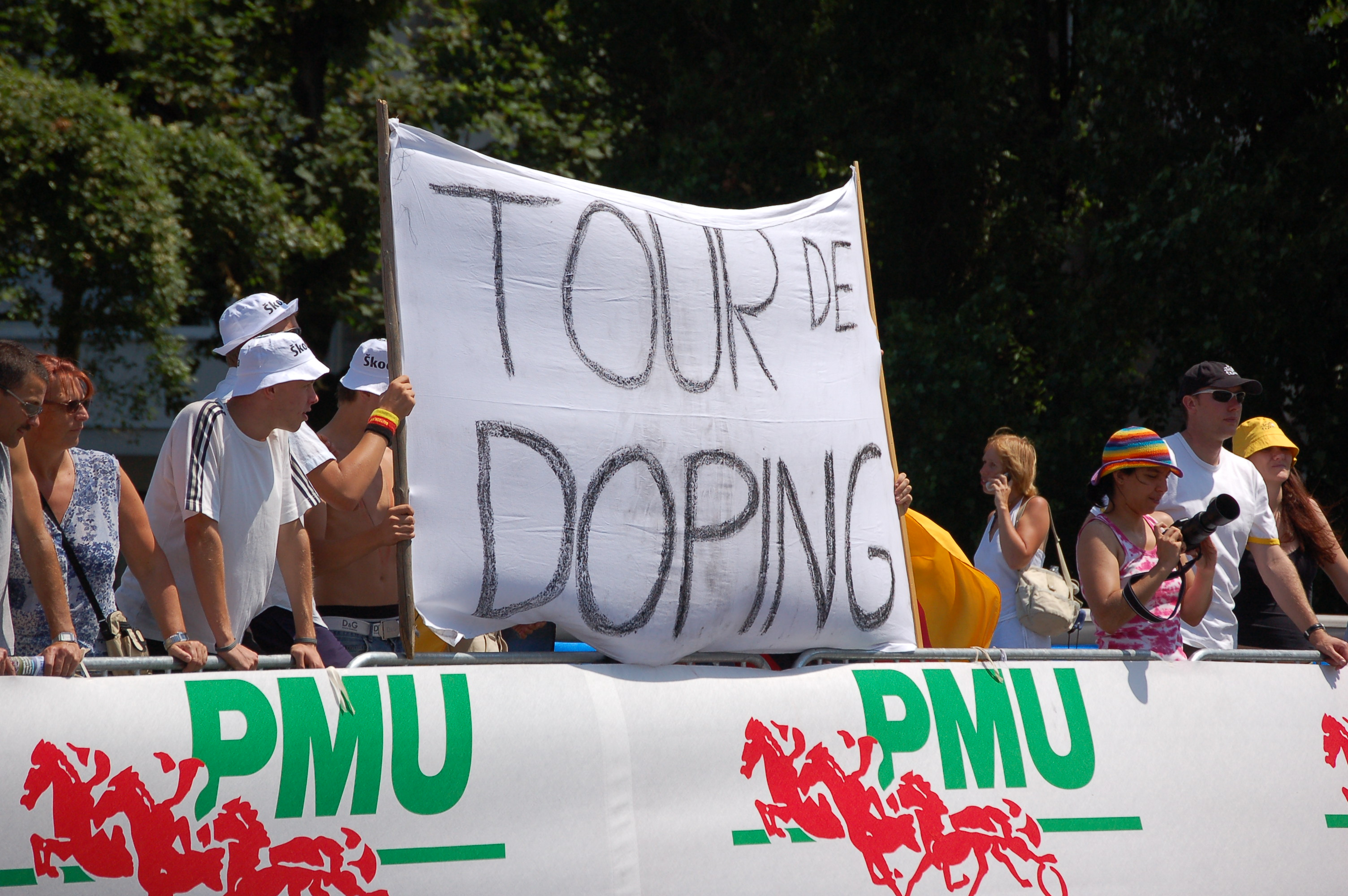
Bandeira dos espectadores durante a Tour de France de 2006

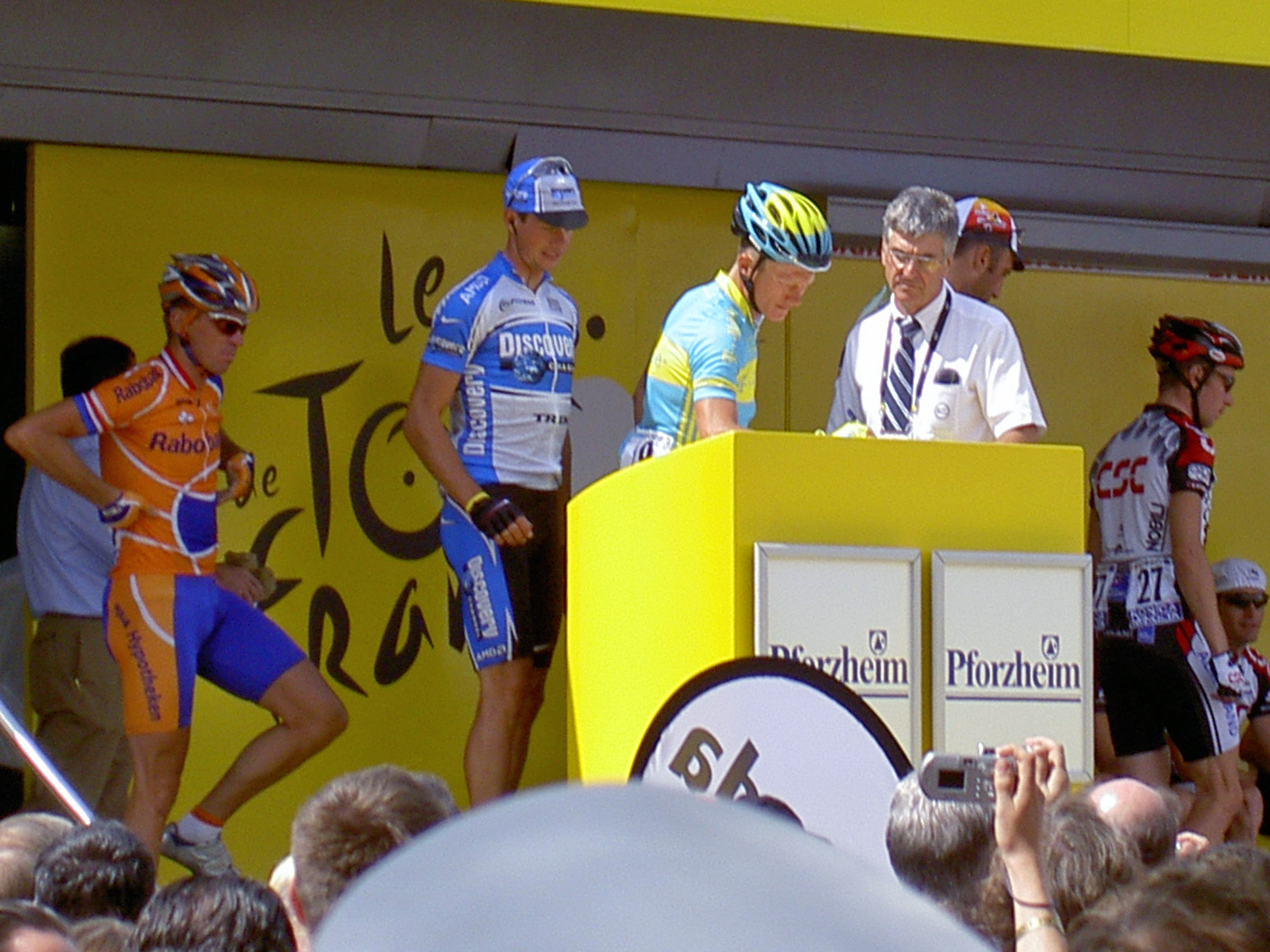
Corredores assinando o livro de presença, ao início de uma etapa.

Alegações de uso de drogas para melhorar o desempenho no esporte (dopagem), têm atormentado o Tour quase desde 1903. Os primeiros ciclistas consumiam álcool e usaram éter, para aliviar a dor. Ao longo dos anos eles começaram a aumentar o desempenho e a União Ciclística Internacional e os governos promulgaram as políticas para combater a prática.
O Tour de 2006 antes de começar tinha sido atormentado pela operação antidoping Puerto. Os favoritos, como Jan Ullrich e Ivan Basso foram proibidos por suas equipes um dia antes do início. Dezassete ciclistas foram implicados. O ciclista americano Floyd Landis, que terminou o Tour como titular da liderança geral, havia testado positivo para testosterona depois que ele ganhou a etapa 17, mas isso não foi confirmado até cerca de duas semanas após a corrida ter terminado. Em 30 de junho de 2008 Landis perdeu seu apelo ao Tribunal Arbitral do Esporte e Óscar Pereiro foi nomeado como vencedor. Em 24 de maio de 2007, Erik Zabel admitiu ter usado EPO durante a primeira semana do Tour 1996, quando ele ganhou a classificação de pontos. Após a sua alegação de que outros ciclistas admitiram o uso de drogas, em 25 de julho de 2007 o ex-vencedor do Tour Bjarne Riis admitiu em Copenhaga, que ele usou inclusive, EPO regularmente de 1993 a 1998, quando ele ganhou o Tour de 1996. A sua admissão significava que os três primeiros ciclistas, em 1996, foram todos ligados ao doping, dois admitindo a trapaça. Em 24 de julho de 2007 no controle de dopagem, Alexander Vinokourov testou positivo para uma transfusão de sangue (doping do sangue) depois de vencer um contrarrelógio, levando sua equipe Astana a retirar-se e a polícia a fazer buscas no hotel da equipe. No dia seguinte no controle de Cristian Moreni falha para testosterona, e a sua equipe Cofidis retirou.
No mesmo dia, o líder Michael Rasmussen foi removido por "violar as regras da equipe interna" pela falta de testes aleatórios no dia 9 de maio e 28 de junho. Rasmussen afirmou ter sido no México. O jornalista italiano Davide Cassani disse à televisão dinamarquesa que tinha visto Rasmussen na Itália. A suposta mentira solicitou a sua demissão pelo Rabobank.
Em 11 de julho de 2008 Manuel Beltrán testou positivo para EPO após a primeira fase em 17 de julho de 2008, Riccardo Riccò testou positivo para (metoxi-polietilenoglicol-epoetina beta) activador do receptor eritropoiese contínua, uma variante de EPO, após a quarta etapa. Em outubro de 2008, foi revelado que o companheiro de equipe de Riccò e vencedor da etapa 11 do Tour de France de 2008, Leonardo Piepoli, bem como Stefan Schumacher. – que ambos venceram etapas contrarrelógio – e Bernhard Kohl - terceiro na classificação geral e Rei das Montanhas - havia também testado positivo.

## Greves, exclusões e desqualificações
Em 1904 doze ciclistas, incluindo o favorito Maurice Garin e todos os homens da frente do pódio, foram desclassificados por várias razões, incluindo o uso ilegal de carros e comboio.
Em 1907 Émile Georget foi colocado em último lugar os resultados do dia depois de mudar sua bicicleta fora de uma área permitida. Edmond Gentil, patrocinadora da equipe rival Alcyon, retirou todos os seus ciclistas em protesto contra o que ele considerava muito clara uma penalidade. Eles incluíram Louis Trousselier, o vencedor em 1905.
Em 1912 e em 1913 Octave Lapiz retirou toda a sua equipa La Française, em protesto contra o que via como o conluio de ciclistas belgas.
Em 1913 Odile Defraye também se retirou-se da corrida com as pernas dolorosas e levou toda a equipe Alcyon com ele.
Em 1920 metade do campo retirou-se em Les Sables d' Olonne, em protesto contra o estilo de Desgrange de gestão.
Em 1925 a ameaça de uma greve terminou o plano de Desgrange que todos os ciclistas deviam comer exatamente a mesma quantidade de comida a cada dia.
Em 1937 Sylvère Maes da Bélgica retirou toda a sua equipa nacional depois do que ele considerava a sua rival francesa, Roger Lapébie, tinha sido punido muito levemente por ser rebocado para cima de um carro.
Em 1950 as duas equipes italianas retornaram a casa depois do líder da primeira equipe, Gino Bartali, pensar que um espectador lhe tinha ameaçado com uma faca.
Em 1950 a maior parte do pelotão saiu das suas bicicletas e correu para o Mediterrâneo em Sainte-Maxime. O verão tinha sido excepcionalmente quente e alguns ciclistas teriam entrado no mar sem desmontarem. Todos os envolvidos foram penalizados pelos juízes.
Em 1996 os ciclistas entraram em greve perto de Bordéus após feitos testes de droga na noite anterior.
Em 1968 os jornalistas entraram em greve por um dia depois de Félix Levitan os ter acusado de ver "com os olhos cansados", a sua resposta aos escritores denúncia de que a corrida foi monótona.
Em 1978 os corredores pedalam lentamente durante todo o dia e, de seguida, atravessam a linha a pé em Valence d'Agen, como protesto por terem de se levantar cedo para competir em mais do que uma etapa por dia.
Em 1982 os metalúrgicos em greve pararam a etapa do contrarrelógio por equipas.
Em 1987 os fotógrafos entraram em greve, dizendo que os carros que transportam os hóspedes do turismo estavam a atrapalhar.
Em 1988 a corrida entrou em greve em protesto a respeito de um teste de drogas em Pedro Delgado.
Em 1990 os organizadores tiveram conhecimento de um bloqueio por parte dos agricultores na área de Limoges e desviaram a corrida antes dela chegar lá.
Em 1991 os ciclistas recusaram-se a correr por 40 minutos porque um ciclista, Urs Zimmerman, foi penalizado por conduzir de um acabamento de etapa para o início do próximo em vez de tomar o avião.
Em 1991 a equipe PDM foi para casa após cada um dos seus ciclistas adoecer, um por um no prazo de 48 horas.
Em 1992 activistas do movimento separatista basco bombardearam os carros dos seguidores durante a noite.
Em 1997 o sprinter belga Tom Steels foi expulso da corrida por lançar sua garrafa sobre outro ciclista num sprint em Marennes, Charente-Maritime.
Em  1998 no caso Festina :
- A equipe Festina foi desclassificada depois de terem surgido revelações de dopagem organizado dentro da equipe.
- Após esta descoberta, a corrida parou em protesto contra o que os ciclistas diziam ser uma investigação-pesada desta e de outras acusações de dopagem.

Em 1999 bombeiros em demonstração pararam a corrida e atiraram bombas de mau cheiro.
Em 2006 Floyd Landis foi destituído do título depois de testar positivo para testosterona sintética.
Em 2007,
- A equipe Astana abandonou a corrida depois de Alexander Vinokourov ser apanhado na dopagem, e a equipe Cofidis retirou Cristian Moreni da competição no dia seguinte por este falhar um controlo.
- Michael Rasmussen foi removido pela sua equipe, a Rabobank, enquanto vestia a camisola amarela por ter mentido sobre o seu paradeiro durante uma sessão de treinamento da equipe no México.

## Mortes
Nenhum ciclista, por mais prudente que seja, está imune aos acidentes. Uma queda pode ser ocasionada por falha do equipamento, mas com certeza expõe ferimentos e pode até levar à morte, como a do jovem italiano Fabio Casartelli que, em 1995, numa descida do Col Portet d’Aspet, foi arremessado da bicicleta. A gravidade de uma queda pode ser muito maior do que se parece. Se um ciclista perde o equilíbrio, outros competidores podem ser arrastados, ocasionando um grande acidente. O percurso húmido, a sinalização inadequada e as chamadas ilhas direccionais, somadas à distracção, são factores de ruptura do equilíbrio de um atleta em competição. Além disso, a velocidade (que pode superar em alguns trajetos 80 km/h), e a pressa de chegar à linha de chegada, elevam a possibilidade de quedas.
Os ciclistas que morreram durante o Tour de France foram:
- 1910: Ciclista francês Adolphe Helière afogado na Riviera Francesa durante um dia de descanso.
- 1935: Ciclista espanhol Francisco Cepeda mergulhou numa ravina no Col du Galibier.
- 1967: 13 de julho de Estágio 13: Tom Simpson morreu de insuficiência cardíaca durante a subida do Mont Ventoux. Anfetaminas foram encontrados na camisola e sangue de Simpson.
- 1995: 18 de julho de Estágio 15: Fabio Casartelli caiu a 88 km/h (55 mph), enquanto fazia a descida do Col de Portet d'Aspet.

Outros sete acidentes fatais ocorreram:
- 1934: Um motociclista fazendo uma demonstração no velódromo de La Roche Sur Yon, para entreter a multidão antes que os ciclistas chegassem, morreu depois de bater em alta velocidade.[115]
- 1957: 14 de julho : O motociclista Rene Wagter e passageiro Alex Virot, jornalista da Rádio Luxemburgo, num despiste numa estrada de montanha perto de Ax-les-Thermes.
- 1958: Um funcionário, Constant Wouters, morreu de ferimentos recebidos após o velocista André Darrigade colidir com ele no Parc des Princes.[116]
- 1964: Vinte pessoas morreram quando uma carrinha de fornecimento embateu numa ponte na região de Dordogne, resultando no maior número de mortes relacionadas com o Tour.[117]
- 2000: Um jovem de 12 anos de Ginasservis, conhecido como Phillippe, foi atropelado por um carro de publicidade da caravana do Tour de France.[118]
- 2002: Um menino de sete anos de idade, Melvin Pompele, morreu atropelado perto de Retjons depois de correr na frente da caravana.[118]
- 2009: 18 de julho na etapa 14, um espectador de 60 anos foi atropelado por uma moto da polícia ao atravessar uma estrada ao longo da rota perto de Wittelsheim.[58]

## Palmarès e recordes

### Palmarès recentes da Volta à França
| Data        | (nacionalidade) Vencedor (equipe)              | Etapas | Distância | Velocidade  | Class. de montanha  | Class. por pontos        | Class. jovens          |
| ----------- | ---------------------------------------------- | ------ | --------- | ----------- | ------------------- | ------------------------ | ---------------------- |
| 1985 (72ª)  | Bernard Hinault (La Vie Claire-Radar)          | 23     | 4 109     | 36,232 km/h | Luis Herrera        | Sean Kelly               | Fabio Parra            |
| 1986 (73ª)  | Greg LeMond (La Vie Claire-Radar)              | 24     | 4 094     | 36,645 km/h | Bernard Hinault     | Eric Vanderaerden        | Andrew Hampsten        |
| 1987 (74ª)  | Stephen Roche (Carrera)                        | 26     | 4 231     | 36,645 km/h | Luis Herrera        | Jean-Paul van Poppel     | Raúl Alcalá            |
| 1988 (75ª)  | Pedro Delgado (Reynolds)                       | 23     | 3 286     | 38,909 km/h | Steven Rooks        | Eddy Planckaert          | Erik Breukink          |
| 1989 (76ª)  | Greg LeMond (ADR)                              | 22     | 3 285     | 37,487 km/h | Gert-Jan Theunisse  | Sean Kelly               | Fabrice Philipot       |
| 1990 (77ª)  | Greg LeMond (Z Vêtements)                      | 22     | 3 504     | 38,621 km/h | Thierry Claveyrolat | Olaf Ludwig              | Gilles Delion          |
| 1991 (78ª)  | Miguel Indurain (Banesto)                      | 22     | 3 914     | 38,747 km/h | Claudio Chiappucci  | Djamolidine Abdoujaparov | Álvaro Mejía           |
| 1992 (79ª)  | Miguel Indurain (Banesto)                      | 23     | 3 983     | 39,504 km/h | Claudio Chiappucci  | Laurent Jalabert         | Eddy Bouwmans          |
| 1993 (80ª)  | Miguel Indurain (Banesto)                      | 22     | 3 714     | 38,709 km/h | Tony Rominger       | Djamolidine Abdoujaparov | Antonio Martín Velasco |
| 1994 (81ª)  | Miguel Indurain (Banesto)                      | 22     | 3 978     | 38,383 km/h | Richard Virenque    | Djamolidine Abdoujaparov | Marco Pantani          |
| 1995 (82)   | Miguel Indurain (Banesto)                      | 22     | 3 635     | 39,193 km/h | Richard Virenque    | Laurent Jalabert         | Marco Pantani          |
| 1996 (83ª)  | Bjarne Riis (Team Telekom)                     | 22     | 3 907     | 39,227 km/h | Richard Virenque    | Erik Zabel               | Jan Ullrich            |
| 1997 (84ª)  | Jan Ullrich (Team Telekom)                     | 21     | 3 950     | 39,237 km/h | Richard Virenque    | Erik Zabel               | Jan Ullrich            |
| 1998 (85ª)  | Marco Pantani (Mercatone Uno)                  | 22     | 3 850     | 39,983 km/h | Christophe Rinero   | Erik Zabel               | Jan Ullrich            |
| 1999 (86ª)  | retirado ·                                     | 21     | 3 870     | 40,276 km/h | Richard Virenque    | Erik Zabel               | Benoît Salmon          |
| 2000 (87ª)  | retirado ·                                     | 21     | 3 662,5   | 39,545 km/h | Santiago Botero     | Erik Zabel               | Francisco Mancebo      |
| 2001 (88ª)  | retirado ·                                     | 21     | 3 453     | 40,070 km/h | Laurent Jalabert    | Erik Zabel               | Oscar Sevilla          |
| 2002 (89ª)  | retirado ·                                     | 21     | 3 276     | 39,909 km/h | Laurent Jalabert    | Robbie McEwen            | Ivan Basso             |
| 2003 (90ª)  | retirado ·                                     | 21     | 3 391     | 40,956 km/h | Richard Virenque    | Baden Cooke              | Denis Menchov          |
| 2004 (91ª)  | retirado ·                                     | 21     | 3 426     | 40,563 km/h | Richard Virenque    | Robbie McEwen            | Vladimir Karpets       |
| 2005 (92ª)  | retirado ·                                     | 21     | 3 608     | 41,654 km/h | Michael Rasmussen   | Thor Hushovd             | Yaroslav Popovych      |
| 2006 (93ª)  | Óscar Pereiro (Caisse d'Epargne-Illes Balears) | 21     | 3 657,1   | 40,784 km/h | Michael Rasmussen   | Robbie McEwen            | Damiano Cunego         |
| 2007 (94ª)  | Alberto Contador (Discovery Channel)           | 21     | 3 569,9   | 39,226 km/h | Mauricio Soler      | Tom Boonen               | Alberto Contador       |
| 2008 (95ª)  | Carlos Sastre (Team CSC)                       | 21     | 3 558,5   | 40,492 km/h | Carlos Sastre       | Óscar Freire             | Andy Schleck           |
| 2009 (96ª)  | Alberto Contador (Astana)                      | 21     | 3 445     | 40,310 km/h | retirado            | Thor Hushovd             | Andy Schleck           |
| 2010 (97ª)  | Andy Schleck (Team Saxo Bank)                  | 21     | 3 642     | 39,594 km/h | Anthony Charteau    | Alessandro Petacchi      | Andy Schleck           |
| 2011 (98ª)  | Cadel Evans (BMC Racing Team)                  | 21     | 3 430     | 39,788 km/h | Samuel Sanchez      | Mark Cavendish           | Pierre Rolland         |
| 2012 (99ª)  | Bradley Wiggins (Team Sky)                     | 21     | 3 494,4   | 39,900 km/h | Thomas Voeckler     | Peter Sagan              | Tejay van Garderen     |
| 2013 (100ª) | Christopher Froome (Team Sky)                  | 21     | 3 404     | 40,542 km/h | Nairo Quintana      | Peter Sagan              | Nairo Quintana         |
| 2014 (101ª) | Vincenzo Nibali (Astana)                       | 21     | 3 404     | 40,710 km/h | Rafal Majka         | Peter Sagan              | Thibaut Pinot          |
| 2015 (102ª) | Chris Froome (Team Sky)                        | 21     | 3 360,3   | 39,640 km/h | Chris Froome        | Peter Sagan              | Nairo Quintana         |
| 2016 (103ª) | Chris Froome (Team Sky)                        | 21     | 3 535     | 39,616 km/h | Rafal Majka         | Peter Sagan              | Adam Yates             |
| 2017 (104ª) | Chris Froome (Team Sky)                        | 21     | 3 540     | 40,996 km/h | Warren Barguil      | Michael Matthews         | Simon Yates            |
| 2018 (105ª) | Geraint Thomas (Team Sky)                      | 21     | 3 351     | 40,234 km/h | Julian Alaphilippe  | Peter Sagan              | Pierre-Roger Latour    |
| 2019 (106ª) | Egan Bernal ({{{nome equipe-2020}}})           | 21     | 3 365     | 40,576 km/h | Romain Bardet       | Peter Sagan              | Egan Bernal            |
| 2020 (107ª) | Tadej Pogačar (UAE Team Emirates)              | 21     | 3 484     | 40,220 km/h | Tadej Pogačar       | Sam Bennet               | Tadej Pogačar          |
| 2021 (108ª) | Tadej Pogačar (UAE Team Emirates)              | 21     | 3 414     | 41,165 km/h | Tadej Pogačar       | Mark Cavendish           | Tadej Pogačar          |
| 2022 (109ª) | Jonas Vingegaard (Team Jumbo–Visma)            | 21     | 3 350     | 42,106 km/h | Jonas Vingegaard    | Wout van Aert            | Tadej Pogačar          |
| 2023 (110ª) | Jonas Vingegaard (Team Jumbo–Visma)            | 21     | 3 406     | 41,483 km/h | Giulio Ciccone      | Jasper Philipsen         | Tadej Pogačar          |

### Os principais recordes
| Recorde                                                                                            | Detentor(s) |
| -------------------------------------------------------------------------------------------------- | --- |
| Vitórias na classificação geral                                                                    | 5 vitórias: Jacques Anquetil (1957 e de 1961 a 1964), Eddy Merckx (de 1969 a 1972, e em 1974), Bernard Hinault em (1978, 1979, 1981, 1982 e 1985), Miguel Indurain (de 1991 a 1995) |
| Podiums                                                                                            | 8: Raymond Poulidor (1962 : 3º, 1964 : 2º, 1965 : 2º, 1966 : 3º, 1969 : 3º, 1972 : 3º, 1974 : 2º, 1976 : 3º) |
| Segundo lugar                                                                                      | 6: Joop Zoetemelk (1970, 1971, 1976, 1978, 1979, 1982) |
| Terceiro lugar                                                                                     | 5: Raymond Poulidor (1962, 1966, 1969, 1972, 1976) |
| Classificação geral (por país)                                                                     | 36: França |
| Vestiu a camisola amarela (meias etapas incluídas)                                                 | 111: Eddy Merckx |
| Melhor escalador                                                                                   | 7: Richard Virenque de 1994 a 1997, depois em 1999, 2003 e 2004 |
| Classificação por pontos                                                                           | 6: Erik Zabel de 1996 a 2001 |
| Colecções de camisolas                                                                             | Eddy Merckx é o único ciclista a vestir várias camisolas na mesma volta à França, a camisola amarela, a verde e a prêmio de montanha (a sua equipe depois conseguiu vencer a classificação das equipes). Isso foi em 1969. Se houvesse mais troféus de camisola amarela nesse ano, ele também os teria ganho. |
| Vitórias de etapas                                                                                 | 35: Mark Cavendish |
| Vitórias de etapas na mesma volta                                                                  | 8: Eddy Merckx em 1970 e 1974, Charles Pélissier em 1930, Freddy Maertens em 1976 |
| Vitórias de etapas consecutivas                                                                    | 5: François Faber 2ª, 3ª, 4ª, 5ª e 6ª etapas em 1909 |
| Vitórias individuais de etapas por nações                                                          | 691: França |
| Fugas solitárias mais longas vitoriosas (depois da Segunda Guerra mundial)                         | 253km: Albert Bourlon em 1947 na 14ª etapa Carcassonne-Luchon |
| Fuga solitária vitoriosa com maior avanço sobre o segundo lugar (depois da Segunda Guerra mundial) | 22 min 50 s: José Luis Viejo em 1976 na 11ª etapa Montgenèvre-Manosque |
| Recorde de participações                                                                           | 17: George Hincapie (de 1996 a 2012), Stuart O'Grady (de 1997 a 2013) e Jens Voigt (de 1998 a 2014) |
| Recorde de voltas terminadas                                                                       | 16: Joop Zoetemelk (de 1970 a 1986 excepto 1974) |
| Avanço em acabamento em serra na chegada entre dois primeiros                                      | 8 segundos: entre Greg LeMond e Laurent Fignon em 1989 |
| Vencedor mais jovem de um Tour                                                                     | Henri Cornet, com idade de 19 anos, 11 meses e 20 dias em 1904 |
| Vencedor mais velho de um Tour                                                                     | Firmin Lambot, com idade de 36, 4 meses e 9 dias em 1922 |
| Numero de dorsal do vencedor na partida                                                            | dorsal n°1: 25 vencedores |

## Lusófonos na Volta à França
A participação de equipas e corredores lusos de maior relevo na volta são; Alves Barbosa em 1956 onde obteve um 10º posto na geral, Ribeiro da Silva em 1957 (que, apesar do 25º lugar na classificação final, teve contribuição importante na vitória final de Jacques Anquetil nesse Tour), Joaquim Agostinho (com dois terceiros lugares e mais seis vezes nos primeiros dez), José Azevedo, Acácio da Silva (o único que foi camisola amarela durante algumas etapas), Paulo Ferreira, e Rui Costa com vitórias de etapas. A edição de 2014 contou com a participação de cinco portugueses: Rui Costa, (Lampre-Merida), Nelson Oliveira, (Lampre-Merida), Sérginho Paulinho, (Team Saxo Bank) (7ª participação), Tiago Machado, (NetApp-Endura) e José Mendes, (NetApp-Endura). Sérgio Paulinho com 7 participações torna-se assim o segundo português com mais presenças, depois das treze de Joaquim Agostinho. Em 2016 participam dois portugueses no Tour: Rui Alberto Faria da Costa (Lampre-Merida) e Nelson Oliveira (Movistar).